# Crystal Matich
Crystal Marcelle Matich (Santa Clara, 9 dicembre 1985) è una pallavolista statunitense.
Gioca nel ruolo di palleggiatrice nel Pinkin de Corozal.

## Carriera
La carriera di Crystal Matich inizia nel 2004, tra le file della Santa Clara University. Nel 2007 viene convocata per la prima volta in nazionale, prendendo parte solo a dei collegiali o a tornei minori. Nel 2008 inizia la carriera da professionista nel campionato svizzero, dove gioca per il Neuchâtel Université Club Volleyball. Un anno dopo viene ingaggiata dal Club Voleibol Tenerife nel campionato spagnolo. Viene poi ingaggiata dall'İqtisadçı Voleybol Klubu per la prima parte della stagione 2010-11. Al termine del contratto, va a giocare nel campionato portoricano per il Pinkin de Corozal.